# Lössnan
Lössnan är en sjö cirka 10 kilometer söder om Edsbyn i Ovanåkers kommun i Hälsingland och ingår i Ljusnans huvudavrinningsområde. Sjön har en area på 2,45 kvadratkilometer och ligger 181 meter över havet. Sjön avvattnas av vattendraget Frösteboån.
Största tillflöde är Flaxnan och sjön avvattnas via Frösteboån till sjön Grängen och vidare till Viksjön i Voxnan.

## Delavrinningsområde
Lössnan ingår i delavrinningsområde (680042-150490) som SMHI kallar för Utloppet av Lössnan. Medelhöjden är 228 meter över havet och ytan är 25,52 kvadratkilometer. Räknas de 46 avrinningsområdena uppströms in blir den ackumulerade arean 439,76 kvadratkilometer. Frösteboån som avvattnar avrinningsområdet har biflödesordning 3, vilket innebär att vattnet flödar genom totalt 3 vattendrag innan det når havet efter 83 kilometer. Avrinningsområdet består mestadels av skog (71 procent). Avrinningsområdet har 2,47 kvadratkilometer vattenytor vilket ger det en sjöprocent på 9,7 procent.